# Allt om Naomi Kleins nakenchock
Allt om Naomi Kleins nakenchock (ISBN 9197691763) är en bok av Johan Norberg och Boris Benulic från 2008, utgiven på Voltaire Publishing. Den är en kritik av boken Chockdoktrinen av den kanadensiska vänsterdebattören Naomi Klein.
Johan Norbergs del av boken inriktar sig på vad han anser är faktafel från Kleins sida. Norberg är kritisk till hur Milton Friedman framställs i boken och menar att Klein tagit citat ur sitt sammanhang för att tillskriva Friedman åsikter han aldrig haft. Norberg argumenterar till exempel för att Friedman var emot Irakkriget, vilket Klein hävdade att han stödde. Norberg hävdar också att Klein förväxlat libertarianism med korporativism och neokonservatism.
Norberg har även givit ut en kritik av Chockdoktrinen på engelska under titeln The Klein Doctrine: The Rise of Disaster Polemics (Cato Institute). Denna rapport har översatts till spanska.

## Kritik mot boken
Lars Pålsson Syll, professor i nationalekonomi, skriver om boken: "I sin iver att ärerädda idolen/hjälten Friedman skyr Norberg inga som helst medel" och "den som hoppats på seriös kritik och analys blir snart besviken". Tidningen Arbetaren menar att "det kvardröjande intrycket av Norbergs bok är den grova sexismen".
Naomi Klein har bestridit det mesta av kritiken av boken på sin hemsida. I sin tur gav Johan Norberg svar på tal via Cato Institute ett par dagar efter Kleins inlägg via Cato Institute.